# Wapen van Hunsel

Wapen van Hunsel

Het wapen van Hunsel bestaat uit de combinatie met het wapen van Neeritter en een dubbelkoppige adelaar afkomstig uit het wapen van Thorn van de voormalige gemeente Hunsel. De beschrijving luidt:
"Doorsneden : I gedeeld a van goud en keel van tien stukken, b in goud drie posthoorns van keel, beslagen van zilver, geplaatst 2 en 1, II in goud een dubbele adelaar van sabel, gebekt, getongd en gepoot van keel."

## Geschiedenis
Hunsel en Kessenich vormden samen een schepenbank met uitzondering van de jaren 1655 tot en met 1711. Hunsel had een schepenzegel met daarop de heilige Jacobus de Meerdere. Deze kernen behoorden samen met Ittervoort, tot het Land van Thorn. De dorpen Ell en Haler waren onderdeel geweest van het Land van Thorn. De gemeente Hunsel ontstond op 1 juli 1942 nadat de gemeenten Hunsel, Ittervoort en Neeritter werden opgeheven. Het wapen bestaat uit elementen van de Neeritter en Thorn.

## Verwante wapens

Wapen van Neeritter
Wapen van Thorn